# Hydraena richardimbi
Hydraena richardimbi är en skalbaggsart som beskrevs av Manfred A. Jäch 1992. Hydraena richardimbi ingår i släktet Hydraena och familjen vattenbrynsbaggar. Inga underarter finns listade i Catalogue of Life.